# Samsung Galaxy A23
Samsung Galaxy A23 — смартфон середнього рівня, розроблений Samsung Electronics, що входить до серії Galaxy A. Був представлений 4 березня 2022 року разом із Samsung Galaxy A13. Також 5 серпня того ж року був представлений Samsung Galaxy A23 5G, що відрізняється потужнішим процесором з підтримкою 5G.

## Дизайн

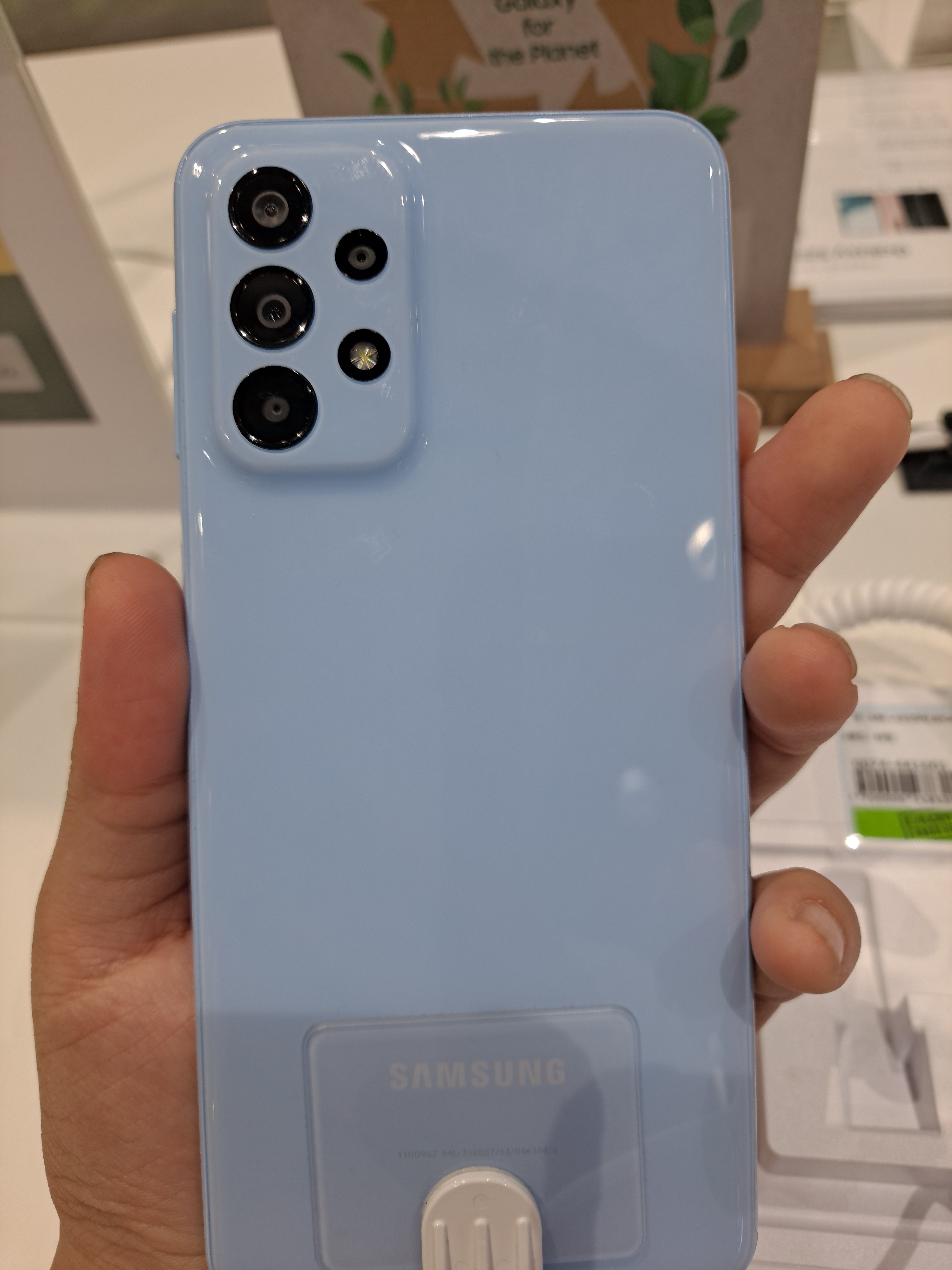
Задня панель Galaxy A23

Екран виконаний зі скла Corning Gorilla Glass 5. Задня панель та бокова частина виконані з глянцевого пластику 4G- моделі та матового у 5G-моделі.
За дизайном смартфон схожий на Samsung Galaxy A33 5G.
Знизу розміщені роз'єм USB-C, динамік, мікрофон та 3.5 мм аудіороз'єм. Зверху розташований другий мікрофон. З лівого боку розташований залежно від версії слот під 1 SIM-картку і карту пам'яті формату microSD до 1 ТБ або слот під 2 SIM-картки і карту пам'яті формату microSD до 1 ТБ. З правого боку розміщені кнопки регулювання гучності та кнопка блокування смартфона, в яку вбудований сканер відбитків пальців.
Пристрої продаються в 4 кольорах: чорному (Awesome Black), білому (Awesome White), блакитному (Awesome Blue) та помаранчевому (Awesome Peach).

## Технічні характеристики

### Апаратне забезпечення

#### Платформа
4G-модель отримала процесор Qualcomm Snapdragon 680 4G та графічний процесор Adreno 610, а модель з підтримкою 5G — Snapdragon 695 5G та графічний процесор Adreno 619.

#### Акумулятор
Акумуляторна батарея має об'єм 5000 мА·год та підтримку швидкої зарядки 25 Вт.

#### Камера
Моделі отримали основну квадрокамеру 50 Мп, f/1.8 (ширококутний) з фазовим автофокусом і оптичною стабілізацією + 5 Мп, f/2.2 (надширококутний) + 2 Мп, f/2.4 (макро) + 2 Мп, f/2.4 (сенсор глибини). Фронтальна камера отримала роздільність 8 Мп, діафрагму f/2.2 (ширококутний). Основна та фронтальна камери вміють знімати відео у роздільній здатності 1080p@30fps.

#### Екран
Екран TFT LCD, 6,6", FullHD+ (2400 × 1080) зі щільністю пікселів 399 ppi, співвідношенням сторін 20:9, частотою оновлення екрану 90 Гц та вирізом Infinity-V (краплеподібний) виріз під фронтальну камеру.

#### Пам'ять
Пристрої продавалися в комплектаціях 4/64, 6/64, 4/128, 6/128 та 8/128 ГБ. В Україні модель офіційно продавалася в конфігураціях 4/64 та 4/128 ГБ.

### Програмне забезпечення
Смартфони були випущені з One UI Core 4.1 на базі Android 12. Були оновлені до One UI Core 6.1 на базі Android 14.